# Pogonarthron tschitscherini
Pogonarthron tschitscherini is een keversoort uit de familie van de boktorren (Cerambycidae). De wetenschappelijke naam van de soort werd voor het eerst geldig gepubliceerd in 1890 door Semenov.